# Gustaf B. Thordén

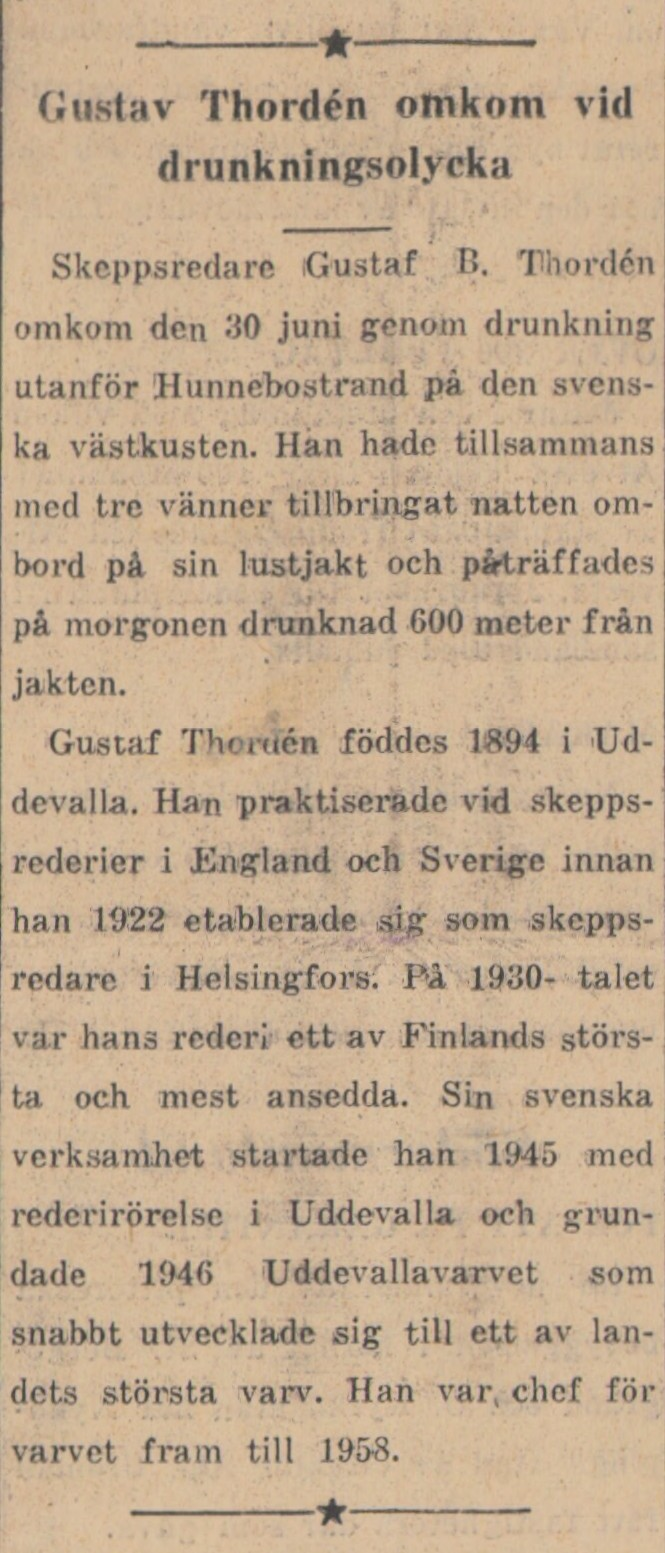
Ett urklipp ur tidningen Vestkusten.

Gustaf Birger Thordén, född 25 maj 1894 i Uddevalla, död 30 juni 1963 i en drunkningsolycka i Sotekanalen, var en svensk redare och grundare av Uddevallavarvet. 

## Biografi
Efter några ungdomsår i skotska Glasgow och senare Stockholm, flyttade Thordén 1920 till Helsingfors där han drev en framgångsrik rederirörelse 1922–1944. Efter fortsättningskriget vågade han inte ha kvar all sin affärsverksamhet i Finland, då han fruktade att Sovjetunionen skulle besätta hela landet. Sommaren 1944 flyttade han över delar av rörelsen till sin födelsestad Uddevalla, där han 1944 grundade Thordén Lines och två år senare startade Uddevallavarvet. Under hans ledning byggde varvet 60 fartyg fram till år 1958 . 
Kompetent personal tog han med sig från Finland. Ett talesätt han hade från denna tid var: "Kunde amerikanarna bygga Libertyfartygen med kvinnlig arbetskraft så skall jag kunna bygga båtar i Uddevalla med bohuslänska och finska bondpojkar."
Thordéns rederiverksamhet med bland annat Thordén Lines, som hade en flotta på 18 fartyg då det var som störst, verkade i Finland och Sverige från 1924 till 1963 i hans namn och inom familjen ytterligare några år efter Thordéns död.
År 1956 möjliggjorde Thordén att Sverige kunde delta med två roddlag i OS i Melbourne då denne ur egen ficka sponsrade med cirka 130 000 kronor. Detta gjordes som en följd av att SOK hade beslutat att inte tilldela roddarna pengar efter en medioker insats vid EM i Bled i Jugoslavien samma år. Thordén bekostade även ett roddlags deltagande i OS i Rom 1960.

### Död
Thorden omkom den 30 juni 1963 genom drunkning utanför Hunnebostrand på den svenska västkusten. Han hade tillsammans med tre vänner tillbringat natten ombord på sin lustjakt och påträffades på morgonen drunknad 600 meter från jakten.

## Eftermäle
Thordéns byst utförd av Matti Haupt finns i Uddevalla stadshus som är det före detta varvskontoret. Skulputuren  "Flicka med flätor" i Margretegärdeparken är också av Haupt och skänktes till Uddevalla stad av Gustaf Thordén.

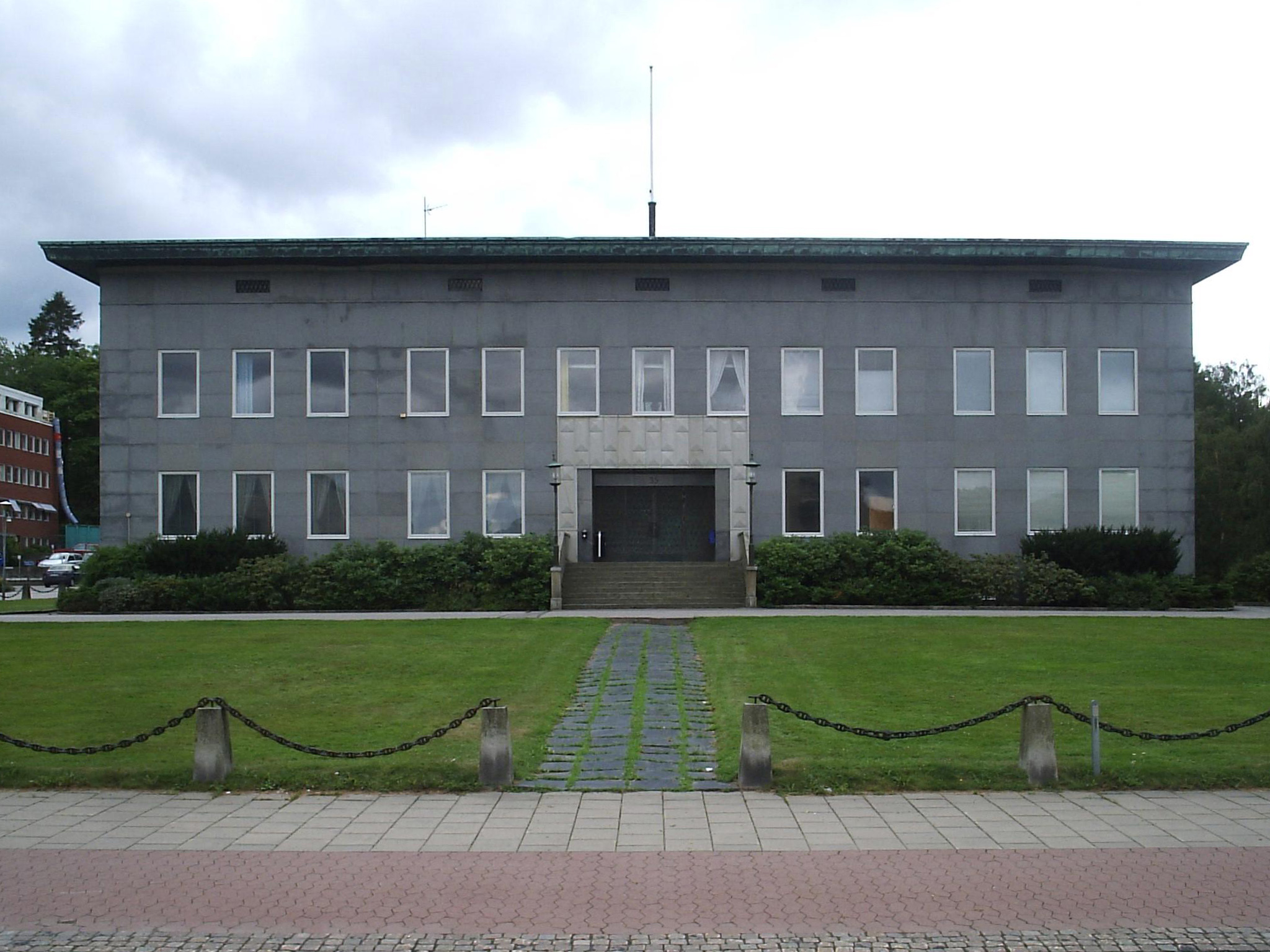
Thordén Lines tidigare huvudkontor intill Strömstadsvägen, vid Skansplan i Uddevalla.

Fotbollsklubben IK Oddevolds anläggning heter Thordéngården som en hyllning till skeppsredaren som var en stor sponsor av föreningen.